# Saison 2017-2018 du Stade aurillacois Cantal Auvergne
Cette page présente la saison 2017-2018 du Stade aurillacois en Pro D2.

## Entraîneurs
- André Bester
- Thierry Peuchlestrade

## Effectif
| Nom                    | Poste     | Naissance         | Nationalité sportive | International | Dernier club              | Arrivée au club (année) |
| ---------------------- | --------- | ----------------- | -------------------- | ------------- | ------------------------- | ----------------------- |
| Lotu Taukehaio         | Pilier    | 12 mai 1984       | Australie            | -             | FC Grenoble               | 2013                    |
| Maxime Escur           | Pilier    | 31 août 1988      | France               |               | RC Aubenas Vals           | 2013                    |
| Nikoloz Khatiashvili   | Pilier    | 22 mai 1992       | Géorgie              |               | Formé au club             | 2014                    |
| Grégory Fabro          | Pilier    | 28 février 1986   | France               | -             | FC Grenoble               | 2015                    |
| Anthony Alvès          | Pilier    | 23 juin 1989      | Portugal             |               | Montluçon rugby           | 2015                    |
| Lucas Seyrolle         | Pilier    | 4 septembre 1995  | France               | -             | Formé au club             | 2016                    |
| Youssef Amrouni        | Pilier    | 29 août 1994      | France               | U20           | Provence rugby            | 2017                    |
| Thibault Estorge       | Pilier    | 2 mars 1995       | France               |               | US Montauban              | 2017                    |
| Yorhann Ramonjiarivony | Pilier    | 19 avril 1996     | France               | -             | Formé au club             | 2017                    |
| Nicolas Catanzano      | Talonneur | 5 mai 1987        | France               | -             | AS Béziers                | 2011                    |
| Kévin Savea            | Talonneur | 27 mars 1995      | France               |               | ASM Clermont              | 2016                    |
| Benoît Rieu            | Talonneur | 6 mai 1996        | France               |               | Formé au club             | 2016                    |
| Pierre Rude            | Talonneur | 21 janvier 1995   | France               |               | ASM Clermont              | 2017                    |
| François du Toit       | Talonneur | 17 août 1990      | Afrique du Sud       |               | FC Barcelone              | 2017                    |
| Baptiste Hezard        | 2e ligne  | 2 octobre 1989    | France               | U20           | ASM Clermont Auvergne     | 2013                    |
| Richard Fourcade       | 2e ligne  | 4 avril 1993      | France               |               | Formé au club             | 2014                    |
| Maxime Granouillet     | 2e ligne  | 28 juin 1992      | France               |               | ASM Clermont              | 2014                    |
| Christian Ostberg      | 2e ligne  | 20 février 1995   | États-Unis           |               | Chinnor RFC (en)          | 2015                    |
| Adrien Corbex          | 2e ligne  | 14 mai 1994       | France               |               | Lyon OU                   | 2015                    |
| Thibaud Calmettes      | 2e ligne  | 2 janvier 1997    | France               |               | SC Albi                   | 2017                    |
| Myles Edwards          | 2e ligne  | 19 mai 1997       | Angleterre           |               | Stade rochelais           | 2017                    |
| Latuka Maituku         | 3e ligne  | 15 mars 1988      | France               | -             | Formé au club             | 2009                    |
| Utu Maninoa            | 3e ligne  | 15 mars 1988      | Samoa                | -             | AS Béziers                | 2011                    |
| Pierre Roussel         | 3e ligne  | 18 décembre 1988  | France               | -             | Castres olympique         | 2012                    |
| Marius Vialle          | 3e ligne  | 28 décembre 1991  | France               | -             | Formé au club             | 2013                    |
| Romain Briatte         | 3e ligne  | 18 février 1993   | France               | -             | Formé au club             | 2014                    |
| Flavien Nouhaillaguet  | 3e ligne  | 16 mars 1989      | France               | -             | FC Grenoble               | 2015                    |
| Kevin Lebreton         | 3e ligne  | 27 mars 1995      | France               |               | SC Albigeois              | 2016                    |
| William Vaccaril       | 3e ligne  | 21 avril 1995     | France               | -             | Formé au club             | 2016                    |
| Giorgi Tsutskiridze    | 3e ligne  | 26 novembre 1996  | Géorgie              |               | CA Brive                  | 2017                    |
| Laki Lee               | 3e ligne  | 15 mars 1988      | Samoa                | -             | ASM Clermont              | 2017                    |
| Nemani Nagusa          | 3e ligne  | 21 juillet 1988   | Fidji                | -             | Tasman RU                 | 2017                    |
| Loïc Rouquette         | 3e ligne  | 1997              | France               | -             | Formé au club             | 2017                    |
| Paul Boisset           | Mêlée     | 13 juillet 1988   | France               | -             | Formé au club             | 2007                    |
| Théo Nanette           | Mêlée     | 12 janvier 1993   | France               | -             | Formé au club             | 2014                    |
| Danny Tusitala         | Mêlée     | 18 octobre 1991   | Samoa                | -             | Ponsonby RFC (en)         | 2017                    |
| Bernard Reggiardo      | Mêlée     | 14 janvier 1997   | France               | -             | Castres olympique         | 2017                    |
| Maxime Petitjean       | Ouverture | 17 mars 1984      | France               |               | US Dax                    | 2010                    |
| Joris Segonds          | Ouverture | 6 avril 1997      | France               | -             | Formé au club             | 2016                    |
| Thomas Dubourdeau      | Ouverture | 30 décembre 1995  | France               | -             | Formé au club             | 2016                    |
| Jean-Philippe Cassan   | Centre    | 20 février 1989   | France               | -             | Formé au club             | 2008                    |
| Bastien Colliat        | Centre    | 20 avril 1994     | France               |               | Formé au club             | 2015                    |
| Robert Lilomaiava      | Centre    | 28 mars 1992      | Samoa                | -             | RC Massy                  | 2015                    |
| Merab Sharikadze       | Centre    | 17 mai 1993       | Géorgie              |               | US bressane               | 2015                    |
| Louis Fajfrowski       | Centre    | 6 décembre 1996   | France               | -             | Montpellier HR            | 2015                    |
| Pierre Gaveau          | Centre    | 2 août 1995       | France               | -             | Formé au club             | 2016                    |
| Eroni Tuwai            | Centre    | 1995              | Fidji                |               | Union Bordeaux-Bègles     | 2017                    |
| Albert Valentin        | Ailier    | 29 septembre 1988 | France               | -             | Formé au club             | 2008                    |
| Conor Gaston           | Ailier    | 5 août 1990       | Irlande              | -             | London Irish              | 2013                    |
| Alex Luatua            | Ailier    | 17 mai 1992       | Nouvelle-Zélande     | -             | US Oyonnax                | 2015                    |
| Uiki Huakau            | Ailier    | 1997              | Tonga                | -             | Union Bordeaux-Bègles     | 2016                    |
| Jone Waqaliva          | Ailier    | 18 juin 1995      | Fidji                |               | Union Bordeaux-Bègles     | 2017                    |
| Jack McPhee            | Arrière   | 31 mars 1987      | Nouvelle-Zélande     | -             | Northland                 | 2012                    |
| Thomas Salles          | Arrière   | 19 avril 1996     | France               |               | Formé au club             | 2016                    |
| Timothy Small          | Arrière   | 1er janvier 1994  | Irlande              | -             | ASD VII Rugby Torino (it) | 2017                    |

## Calendrier et résultats

### Matchs amicaux
- Stade aurillacois - USO Nevers :  15-27
- CA Brive - Stade aurillacois :  38-21

### Pro D2
| - Stade aurillacois - Colomiers rugby : 23-30 - US Montauban - Stade aurillacois : 12-12 - Stade aurillacois - US Carcassonne : 41-10 - AS Béziers - Stade aurillacois : 31-27 - Stade aurillacois - RC Narbonne : 15-9 - SA Charente - Stade aurillacois : 25-19 - Stade aurillacois - Aviron bayonnais : 20-24 - Stade aurillacois - USA Perpignan : 38-18 - Stade montois - Stade aurillacois : 17-16 - US Dax - Stade aurillacois : 20-9 - Stade aurillacois - USO Nevers : 33-23 - Stade aurillacois - Biarritz Olympique : 25-23 - RC Massy - Stade aurillacois : 26-16 - Stade aurillacois - FC Grenoble : 30-14 - RC Vannes - Stade aurillacois : 38-16 | - RC Narbonne - Stade aurillacois : 17-31 - Stade aurillacois - US Montauban : 16-22 - USO Nevers - Stade aurillacois : 31-8 - Stade aurillacois - SA Charente : 21-7 - USA Perpignan - Stade aurillacois : 51-12 - Colomiers rugby - Stade aurillacois : 18-13 - Stade aurillacois - AS Béziers : 24-14 - Aviron bayonnais - Stade aurillacois : 26-22 - Stade aurillacois - US Dax : 36-24 - US Carcassonne - Stade aurillacois : 40-14 - Stade aurillacois - RC Massy : 24-20 - Biarritz Olympique - Stade aurillacois : 38-16 - Stade aurillacois - RC Vannes : 19-14 - FC Grenoble - Stade aurillacois : 46-23 - Stade aurillacois - Stade montois : 31-26 |

### Classement de la saison régulière
| Rang | Club                 | J  | V  | N | D  | Bo | Bd | Pm  | Pe  | Diff | Pts |
| ---- | -------------------- | -- | -- | - | -- | -- | -- | --- | --- | ---- | --- |
| 1    | USA Perpignan        | 30 | 20 | 1 | 9  | 12 | 3  | 919 | 571 | +348 | 97  |
| 2    | US Montauban         | 30 | 20 | 2 | 8  | 4  | 4  | 679 | 546 | +133 | 92  |
| 3    | FC Grenoble (R)      | 30 | 20 | 1 | 9  | 4  | 2  | 775 | 667 | +108 | 88  |
| 4    | Stade montois        | 30 | 17 | 0 | 13 | 12 | 4  | 753 | 540 | +213 | 84  |
| 5    | AS Béziers           | 30 | 19 | 1 | 10 | 4  | 2  | 756 | 670 | +86  | 84  |
| 6    | Biarritz olympique   | 30 | 17 | 0 | 13 | 7  | 5  | 789 | 694 | +95  | 80  |
| 7    | USO Nevers (P)       | 30 | 15 | 0 | 15 | 6  | 3  | 656 | 580 | +76  | 69  |
| 8    | Aviron bayonnais (R) | 30 | 14 | 1 | 15 | 5  | 6  | 732 | 764 | -32  | 69  |
| 9    | Colomiers Rugby      | 30 | 14 | 1 | 15 | 6  | 5  | 637 | 678 | -41  | 69  |
| 10   | RC Vannes            | 30 | 12 | 0 | 18 | 6  | 8  | 721 | 739 | -18  | 62  |
| 11   | Stade aurillacois    | 30 | 13 | 1 | 16 | 2  | 5  | 641 | 716 | -75  | 61  |
| 12   | RC Massy (P)         | 30 | 13 | 0 | 17 | 2  | 5  | 633 | 682 | -49  | 59  |
| 13   | Soyaux Angoulême XV  | 30 | 13 | 1 | 16 | 2  | 3  | 592 | 661 | -69  | 59  |
| 14   | US Carcassonne       | 30 | 11 | 0 | 19 | 4  | 5  | 585 | 767 | -182 | 53  |
| 15   | US Dax               | 30 | 9  | 1 | 20 | 2  | 6  | 602 | 767 | -165 | 46  |
| 16   | RC Narbonne          | 30 | 7  | 2 | 21 | 2  | 1  | 547 | 975 | -428 | 35  |

|  | Qualification pour les demi-finales (no 1, no 2).         |
|  | Qualification pour les barrages (no 3, no 4, no 5, no 6). |
|  | Relégation en Fédérale 1 (no 15 et no 16).                |
|  | R : relégués 2017 • P : promus 2017                       |

## Statistiques

### Championnat de France
Meilleurs réalisateurs
| Rang | Joueur        | Poste     | Points | Essais | Transf. | Pén. | Drops |
| ---- | ------------- | --------- | ------ | ------ | ------- | ---- | ----- |
| 1    | Joris Segonds | Ouverture | 222    | 1      | 23      | 57   | 0     |
| 2    | Jone Waqaliva | Ailier    | 25     | 5      | 0       | 0    | 0     |
| 3    | Thomas Salles | Centre    | 22     | 1      | 1       | 5    | 0     |

Meilleurs marqueurs
| Rang | Joueur               | Poste           | Essais |
| ---- | -------------------- | --------------- | ------ |
| 1    | Jone Waqaliva        | Ailier          | 5      |
| 2    | Latuka Maituku       | Troisième ligne | 4      |
| 3    | Paul Boisset         | Demi de mêlée   | 3      |
| 4    | Jack McPhee          | Arrière         | 3      |
| 5    | Jean-Philippe Cassan | Centre          | 2      |